# 123 North Wacker
Le 123 North Wacker est un gratte-ciel de 133 mètres de hauteur (hauteur du toit) construit à Chicago aux États-Unis de 1984 à 1986 dans le quartier d'affaires de Chicago, le loop (Chicago).
Il abrite des bureaux sur 30 étages.
La pyramide au sommet abrite des équipements mécaniques.
Le hall d'entrée est revêtu de marbre blanc, gris et rose. Il a pour pièce maîtresse une fontaine qui a la forme d'une cascade.
L'architecte est l'agence Perkins & Will.